# Llanboidy
Llanboidy este un sat din comitatul Carmarthenshire din Țara Galilor de vest.